# 阿部平輔
阿部 平輔（あべ へいすけ、1886年（明治19年）12月18日 - 1943年（昭和18年）6月11日）は、日本の陸軍軍人。最終階級は陸軍中将。

## 経歴
宮城県出身。1909年（明治42年）5月、陸軍士官学校（21期）を卒業。同年12月、歩兵少尉に任官。
1934年（昭和9年）3月、熊本陸軍教導学校学生隊長に就任。1935年（昭和10年）8月、歩兵大佐に昇進。1936年（昭和11年）12月、関東軍下士官候補生隊長。1938年（昭和13年）2月、関東軍附となり、同年3月、第8国境守備隊第2地区隊長に転ずる。同年12月、陸軍少将に進級。同月、第8国境守備隊長に就任。ノモンハン事件に参戦。1940年（昭和15年）8月、内地に帰還し盛岡陸軍予備士官学校長となる。1941年（昭和16年）7月、留守第20師団長に転じ朝鮮に赴任。同年8月、陸軍中将に昇進し太平洋戦争を迎えた。
1942年（昭和17年）7月、第41師団長に親補され華北に赴任したが、同年11月、師団はニューギニアに転用され、ニューギニアの戦いに参戦。苦戦を続ける中で、1943年6月にウェワクで戦病死した。

## 栄典
位階
- 1910年（明治43年）2月21日 - 正八位[4]
- 1913年（大正2年）4月21日 - 従七位[5]
- 1918年（大正7年）5月20日 - 正七位[6]
- 1923年（大正12年）7月31日 - 従六位[7]
- 1928年（昭和3年）9月1日 - 正六位[8]
- 1938年（昭和13年）10月1日 - 正五位
- 1941年（昭和16年）10月15日 - 従四位
- 1943年（昭和18年）6月11日 - 正四位

勲章
- 1940年（昭和15年）9月11日 - 勲二等瑞宝章[9]